# Five Nights at Freddy’s: Sister Location
Five Nights at Freddy’s: Sister Location (dt. etwa: „Fünf Nächte bei Freddy's: Schwesterstandort“), oft FNAF-SL, FNaF-SL oder Sister Location genannt, ist der offizielle fünfte Teil der Five Nights at Freddy’s-Spielereihe. Das Spiel wurde am 7. Oktober 2016 veröffentlicht. Es handelt sich allerdings nicht um eine Fortsetzung im Sinne eines Five Nights at Freddy's 5 (kurz FnaF-5), sondern um eine Art Parallelstory.
Es ist der erste volle Teil der FNaF-Reihe, an dem außer Cawthon noch weitere Personen beteiligt waren.

## Handlung

### Geschichte

#### Vorgeschichte
In einem der Teaser, die das Spiel ankündigten, wurde auch eine Vorgeschichte enthüllt. Diese handelt von der Pizzeria Circus Baby’s Pizza World, die einige Zeit vor Beginn der Handlung von Sister Location öffnen und die Animatronics des Spiels beinhalten sollte. Die geplante Eröffnung des Lokals wurde jedoch aufgrund angeblicher Gaslecks kurzfristig abgesagt, nachdem erst wenige Kinder die Pizzeria austesten konnten. Das Gebäude wurde daraufhin verkauft und alle Objekte an einen anderen Ort verfrachtet.

#### Hauptgeschichte
FNaF Sister Location spielt in einem unbekannten Jahr. Der Spieler schlüpft in die Rolle eines namenlosen Nachtwächters und Technikers, der in einer unterirdischen Einrichtung namens Circus Baby’s Entertainment and Rental arbeitet, die die Animatronics aus der geplanten Circus Baby’s Pizza World enthält. Die Einrichtung fungiert zwar auch selbst als Pizzeria, ist aber vor allem dazu da, die Animatronics zu lagern, die tagsüber für Geburtstagsfeiern und andere Veranstaltungen vermietet werden.
Zu Beginn des Spiels ist der Ausschnitt einer Unterhaltung zwischen einem unbekannten Mann und dem ursprünglichen Erfinder und Techniker der Animatronics, einem gewissen Mr. William Afton, zu hören. Der Mann lobt und bewundert zwar die Animatronics und bezeichnet sie als „technische Kunstwerke“. Doch er wundert sich über bestimmte Elemente des Designs der Figuren, die Afton auf Nachfrage nicht erklärt. Welche Elemente dem Mann aufgefallen sind, bleibt ebenfalls unklar.
Die Animatronics musizieren, singen und parlieren tagsüber auf prunkvoll geschmückten, heb- und senkbaren Showbühnen, jeder Animatronic besitzt seine eigene Minibühne. Die Figuren sind nicht nur sehr gelenkig, sie besitzen eine Künstliche Intelligenz (KI), aufgrund derer sie lebensecht mit den Kindern interagieren können. Sie beantworten Fragen, nehmen sogar Musikwünsche entgegen, lesen Kleinkindern Geschichten vor und blasen Ballons auf. Der Animatronic „Circus Baby“ kann sogar Eiscreme spendieren.
Der Spielcharakter hat nun die Aufgabe, nachts per Aufzug in die unterirdischen Wartungshallen hinterzufahren und den Zustand der Animatronics und des Gebäudes zu überprüfen, sowie sie gegebenenfalls zu reparieren. Dabei steht ihm die KI HandUnit zur Seite, die ihn über seine Aufgaben informiert, erklärt wie sie auszuführen sind und sonstige Neuigkeiten weitergibt. Zwischen den Nächten erholt der Protagonist sich in seinem Haus, indem er die Seifenoper The Immortal and the Restless schaut. Die nächste Aufgabe besteht zunächst darin zu überprüfen, ob die Animatronics an ihren Plätzen sind. Wenn das nicht der Fall ist, muss er die Figuren mittels kontrollierter Elektroschocks dazu zu bewegen, wieder zu ihren Bühnen zurückzukehren. Dabei besteht immer wieder die Gefahr, von den Animatronics angegriffen und getötet zu werden. Einer der Roboter, Circus Baby, nimmt über die fünf Nächte des Spiels hinweg immer wieder Kontakt zum Protagonisten auf. Sie erzählt ihm Geschichten über das Restaurant und hilft ihm, die Nächte zu überleben. 
In der zweiten Nacht erzählt Circus Baby, was vor der geplanten Öffnung von Circus Baby’s Pizza World wirklich geschehen ist: Als zu einem Zeitpunkt nur ein einziges Kind im Raum von Baby gewesen sei, habe sie die Kontrolle über ihren Körper verloren und dem Mädchen Eiscreme spendiert. Als es daraufhin herangetreten sei, sei es von einer Klaue in Babys Körper gerissen worden und dort gestorben. Diese Ereignisse beschäftigten Circus Baby bis heute. Die Baupläne der Animatronics, die das Spiel zufällig beim Starten zeigt, belegen, dass die Roboter von William Afton extra dafür konzipiert wurden, Kinder zu sich zu locken und dann in ihren Körpern gefangen zu nehmen und zu töten. Dafür verfügen sie über Fähigkeiten wie die Stimmen von Eltern zu kopieren und sie abzulenken. Konversationsfetzen, die der Spieler zwischen den Nächten hört, legen außerdem nahe, dass das getötete Mädchen die Tochter von William Afton war, die Baby jetzt besessen hat, weshalb die Augenfarbe des Roboters sich von Blau in Grün geändert hat. In der dritten Nacht wird der Protagonist von Circus Baby entführt und muss einen kompletten Tag in der Einrichtung bleiben.
Auch über den fragwürdigen Umgang mit den Animatronics durch die Circus Baby’s Entertainment and Rental erfährt der Spieler mehr. Zusätzlich zu den Elektroschocks wird das Endoskelett von Animatronics, die länger nicht korrekt funktionieren, mit einer Maschine namens Scooper gewaltsam aus der Schale entfernt, was ihnen „viel Schmerz“ bereitet. Das Scoopen von „Ballora“ sieht der Protagonist in der vierten Nacht mit eigenen Augen. Während der fünf Tage des Spiels wird jeder Animatronic dieser Behandlung unterworfen.
In der fünften Nacht richtet sich Baby schließlich mit einer konkreten Bitte an den Protagonisten, kurz bevor sie auch gescoopt werden soll. Sie tue absichtlich so, als sei sie kaputt, damit der Protagonist nach der Behandlung durch den Scooper alle ihre guten Bestandteile retten und das Böse zerstören könne. Der Scooper alleine könne das nicht bewerkstelligen, aber sie wolle nicht mehr, dass Schlechtes geschieht. Folgt der Spieler daraufhin Baby’s Anweisungen, führt sie ihn durch das Funtime Auditorium zu dem Raum, in dem sich der Scooper befindet, wobei ihm die ganze Zeit eine Kreatur folgt, die laut Baby „Ballora“ sei und mehrmals beschwichtigt werden muss, um den Protagonisten durchzulassen. Am Zielort angekommen, eröffnet Baby dem Spieler, dass sie ihn hintergangen habe. Die Animatronics seien die Behandlung durch die Einrichtung leidig und hätten deshalb einen Plan entwickelt, wie sie ihr dauerhaft entkommen können. Dieser beinhaltet, dass sich die Endoskelette aller Animatronics nach dem Scoopen zusammenfinden und sich zu einer einzigen Kreatur namens „Ennard“ vereinen. Dieser könne dann einen menschlichen Körper überziehen und sich so in die Gesellschaft außerhalb begeben. Der Protagonist wird nach dieser Erklärung vom Scooper ausgeweidet und von „Ennard“ übernommen, woraufhin das Spiel endet. Dieses Ende wird als Real Ending (dt.: Wahres Ende) tituliert, es ist also jenes, das in der Geschichte der Spieleserie tatsächlich passiert.
Der Spieler kann sich jedoch auch entscheiden, Babys Anweisungen im Funtime Auditorium zu ignorieren und einen anderen Weg einschlagen. Hat er über das Minispiel (siehe Abschnitt „Spielmechanik“) die Schlüsselkarte erworben, kann er den Private Room (dt.: Privatraum) betreten. Dort muss er dann sechs Stunden lang Ennard abwehren, der sich von allen Seiten zu nähern versucht. Ennard spricht die ganze Zeit über mit dem Protagonisten, um ihn dazu zu bewegen, seinen Widerstand aufzugeben, erst in der Stimme Babys, dann in der des Mädchen, das sie versehentlich getötet hat. Es versichert, die Behandlung werde nur kurz weh tun und nicht zum Tod führen. Übersteht der Protagonist die Nacht unversehrt, führt dies zum Fake Ending (dt.: Falsches Ende). Der Spieler wird wegen der unerlaubten Betretung des Private Rooms gefeuert, erhält aber noch die Schale mit exotischen Buttersorten, die ihm als Initiationsgeschenk für den Abschluss seiner ersten Woche versprochen wurde. Er kann sich nach Hause begeben und dort die letzte Folge seiner Seifenoper gucken. Kurz nach dem Ende der Episode kriecht jedoch Ennard in den Raum, der es irgendwie geschafft hat, ohne die Hilfe des Protagonisten zu entkommen.

#### Custom Night
Die Geschehnisse der Custom Night, die dem Spiel über ein Update später hinzugefügt wurde, sind in der Handlung der FNaF-Reihe zwar nicht echt, die Cutscenes die ebenfalls enthalten sind aber schon. In den sechs 8-Bit-Cutscenes ist zu sehen, wie Ennard, der den Körper des Protagonisten trägt, in der Welt der Menschen lebt. Zunächst nehmen ihm die Menschen die Verkleidung ab, aber mit jeder Cutscene verwest der Körper des Protagonisten mehr und mehr, was die Menschen ringsherum verängstigt. Schließlich entscheidet sich Ennard, den Körper zu verlassen und wird von „Purple Guy“, wie die Leiche des Protagonisten aufgrund ihrer Verfärbung genannt wird, in die Kanalisation ausgespieen. Der Körper bricht zusammen, doch nachdem die Worte Babys aus dem Private Room, „Du wirst nicht sterben“ zu hören sind, steht er plötzlich mit leuchtenden weißen Augen wieder auf.
In der letzten Cutscene des Spiels, die nicht wie die anderen in 8-Bit ist, sieht man die brennenden Überreste von Fazbear’s Fright aus FNaF 3. Vor diesem Hintergrund spricht ein Mann mit einer von mechanischen Lauten durchsetzten Stimme. Er identifiziert sich selbst als Michael und spricht einen William, den er als „Vater“ bezeichnet, an. Er habe alles, was ihm aufgetragen wurde, erledigt und habe „sie“ wieder zusammengesetzt und befreit, sei dabei aber von „ihnen“ mit William verwechselt worden. Jetzt sei er immer noch am Leben, obwohl er eigentlich tot sein müsse und lebe in den Schatten. Er schließt die Rede mit dem Versprechen, seinen Vater zu finden. Daraufhin erhebt sich aus den Ruinen von Fazbear’s Fright Springtrap.
Mit dieser Cutscene wird bestätigt, dass Springtrap das Feuer am Ende von FNaF 3 überlebt hat. Weiterhin deutet der Dialog stark darauf hin, dass der Protagonist von Sister Location Michael Afton und sein Vater William Afton ist. Außerdem hatte Michael den Job bei Circus Baby’s Entertainment and Rental nur auf die Bitte seines Vaters hin angenommen. Welcher der beiden in FNaF 4 gezeigten Söhne von Afton Michael ist, bleibt indes unklar. Aufgrund der Szene wird außerdem oft spekuliert, dass Mike Schmidt aus FNaF 1, Fritz Smith aus FNaF 2 und der unbenannte Protagonist von FNaF 3 falsche Identitäten (Pseudonyme) von Michael Afton sind, der durch die Restaurants gegangen sei, um die Taten seines Vaters zu bereinigen.

### Charaktere

#### Protagonist
- Eggs Benedict ist der inoffizielle Name des Protagonisten, dessen Rolle der Spieler übernimmt. Der Name ist jedoch ein Pseudonym, das ihm der gehässige Sprachcomputer Hand-Unit verleiht. Sein Aussehen, Alter und wahrer Name werden dem Spieler vorenthalten, auch seine Beweggründe sind unbekannt. Es könnte sein, dass der Protagonist „Mike“ heißt, da ein entsprechendes Namensschildchen an den Sprachcomputer geklebt wurde. Dies muss aber dennoch Spekulation bleiben, da der Protagonist weder persönlich angesprochen wird, noch sich selbst dem Spieler vorstellt. Nach den Ereignissen des Spiels wird er zu einem lila-farbenen Wiedergänger, der aus unbekannten Gründen noch am Leben ist. In der Custom Night wird schließlich enthüllt, dass die Identität des Protagonisten „Michael Afton“ ist, der Sohn von William Afton. Er hatte die Stelle bei Circus Baby’s Entertainment and Rental aufgrund einer Bitte seines Vaters angenommen, aber auch, um nach seiner Schwester zu suchen. Diese Enthüllungen haben zu Spekulationen geführt, dass Michael auch der Protagonist von FNaF 1, 2 und 3 sein könnte.

#### Antagonisten
- Purple Guy ist ein Pseudonym, das für einen Antagonist verwendet wird, welcher erstmals in Five Nights at Freddy's 2 in Erscheinung trat. Der Protagonist von Sister Location tritt in den Cutscenes der Custom Night als Purple Guy (dt. etwa „Lila Mann“) auf. Dort ist er eine Art Cyborg: dem Animatronic Ennard gelang es, den Körper des Nachtwächters an sich zu reißen, auszuweiden und sein eigenes Endoskelett in den neuen Körper einzupflanzen. Als Mensch verkleidet, gelang es Ennard, dem Lokal zu entfliehen. Doch er hat nicht bedacht, dass der menschliche Körper ohne seine anatomische Originalausstattung sehr bald zu verwesen anfängt, weshalb er den Körper bald wieder verlässt. Dieser lebt jedoch aus unbekannten Gründen auch ohne Ennard weiter. Es ist nicht klar, ob der Purple Guy aus den restlichen Spieleteilen identisch zu dem Protagonisten von Sister Location ist.
- William Afton ist der Mörder der Kinder und der technisch hochbegabte Erfinder und Programmierer vieler Animatronics. Sein Aussehen und Alter wird dem Spieler vorenthalten. Er ist jedoch zu Beginn des Spiels zu hören. Seine Tochter fiel einem seiner Erfindungen, Circus Baby zum Opfer.
- HandUnit ist ein Sprachcomputer mit hoch entwickelter, künstlicher Intelligenz. Er soll Neulingen dabei helfen, leichter ins nächtliche Arbeitsleben zu finden und die technischen Wartungsarbeiten leichter durchführen zu können. Zwar gibt er in der Tat nützliche Anweisungen und Tipps, er hat jedoch auch die Tendenz, Witze auf Kosten des Protagonisten zu machen. Außerdem scheint er manipuliert worden zu sein: sein Touchscreen ist verbuggt und nicht mehr bedienbar.

#### Animatronics
- Circus Baby ist das namensgebende Maskottchen von Circus Baby's Pizza World. Sie ist mit ca. 2,30 m der größte Animatronic. Baby hat die Gestalt eines pummeligen Mädchens im roten Clownskostüm, auch ihr Gesicht ist nach Clownsart geschminkt. Sie hat grüne Augen und zwei Ponyzöpfe als Frisur. Baby verbirgt in ihrem hohlen Bauch einen mechanischen Greifarm, mit dem sie die Tochter von William Afton tötete, von der sie jetzt besessen ist. Baby wird von zwei kleinen, glatzköpfigen Animatronics namens Bidybab und Electrobab begleitet. Baby erscheint in der Custom Night nicht, aber dafür ist ein Bidybab anwesend. Sie bewegt sich durch das Ventilationssystem und muss nach bestimmten Geräuschen durch das Schließen der Tür zum Schacht blockiert werden.
- Ballora ist ein Animatronic in Gestalt einer jungen Ballerina. Sie trägt unter anderem ein malvenfarbenes Tütü und blaue Netzkniestrümpfe. Ihre Frisur ist zu einem strengen Haarknoten (Dutt) zusammengebunden. Ihre pinkfarbenen Augen sind stets geschlossen und öffnen sich nur während ihres Jump-Scares. Balloras Körper nimmt eine Ballettpose ein, wie sie typisch für Tänzerinnen ist, wenn diese eine Pirouette drehen. Und genau das tut Ballora auch: sie kreist, immerzu Pirouetten drehend, durch ihre Wartungshalle. Ihr zur Seite stehen vier kleine Figurinen (ebenfalls animatronisch gesteuert), sie werden Minireenas genannt. Ballora hält sich in der Ballora Gallery: Party Room and Dance Studio (kurz Ballora Gallery) auf. Auch in der Custom Night singt Ballora. Dort muss der Spieler achten, aus welcher Richtung und wie laut sie singt, um zu wissen, welche Tür er wann schließen sollte, um ihren Jumpscare abzuwehren. Die Minireenas greifen in der Custom Night auf zwei verschiedenen Wegen an. Die Minireenas, die durch Minireena aktiviert werden, sammeln sich zufällig in CAM 06 und zweigen dort den Sauerstoff des Spielers ab. Sie müssen durch einen kontrollierten Schock vertrieben werden. Die Minireenas, die durch Minireena 2 aktiviert werden, erscheinen nach und nach vor dem Sichtfeld des Spielers, bis alle fünf da sind. Sie abzuwehren oder zu vertreiben ist unmöglich.
- Funtime Freddy ist ein anthropomorpher Bär mit einem kleinen Zylinderhut auf dem Kopf und zwei schwarzen Knöpfen auf der Brust. Er ist schneeweiß mit rosafarbener Schnute und rosafarbenem Jackett. In seiner linken Hand hält er ein pinkfarbenes Mikrofon, in der rechten Hand hält er eine Bauchrednerpuppe namens BonBon. Die Puppe hat das Aussehen von Toy Bonnie aus FNaF 2 beziehungsweise Bonnie aus FNaF 1. BonBon besitzt eine eigene KI und kann auch losgelöst von Funtime Freddy operieren. Funtime Freddy sendet in der Custom Night BonBon aus, um den Spieler anzugreifen. Es muss genau hingehört werden, von welcher Seite er spricht und welche Worte er benutzt, um herauszufinden welche Tür geschlossen werden sollte.
- Funtime Foxy ist ein anthropomorphe Fuchs, dessen Geschlecht unklar ist. Es ist ebenfalls weiß mit rosafarbenem Lycraanzug und scheint Akrobatikshows aufzuführen. Funtime Foxy erinnert stark an den Charakter Mangle aus FNaF 2, von dem es auch die Unsicherheit um das Geschlecht übernommen hat. Funtime Foxy aktiviert sich, wenn es Bewegungen feststellt und ist im Funtime Auditorium ansässig. In der Custom Night verhält sich Funtime Foxy ähnlich wie Foxy aus dem ersten Spiel. Es befindet sich hinter einem Vorhang auf CAM 07, wo es verschiedene Phasen durchläuft. Wenn es den Raum verlässt, muss die rechte Tür geschlossen werden um einen Jumpscare zu verhindern.

##### Spezialcharaktere
- Ennard ist zwar ein Animatronic, nimmt jedoch eine Sonderrolle ein. Er scheint sich selbst aus diversen Bauteilen der Animatronics zusammengesetzt zu haben. Auch Ennard verfügt über eine hoch entwickelte Künstliche Intelligenz. Er kann nicht nur selbsttätig seinen Körper ausbauen und umgestalten, sondern verfügt auch über die diversen Fähigkeiten der Animatronics, wie z. B. Stimmen zu imitieren. Diese Fähigkeit nutzt er schließlich, um den Techniker in eine Falle zu locken, mit dem „Scooper“ auszuweiden und die menschliche Hülle als Maskerade zu benutzen, um aus dem Lokal zu fliehen. In Cutscenes der Custom Night, wird gezeigt wie es Ennard außerhalb der Einrichtung erging. Demnach konnte er das Lokal erfolgreich verlassen und eine kurze Zeit lang die anderen Menschen narren. Doch irgendwann begann der Körper zu verwesen. In der letzten Cutscene sieht der Spieler, wie Ennard den Körper des Protagonisten verlässt, indem es von ihm in die Kanalisation gespien wird.
- Yenndo ist kostümloses Endoskelett mit gelben Augen. Er sieht dem Endoskelett von Funtime Freddy sehr ähnlich, was neben Yenndos mysteriöser Art Vergleiche mit dem Charakter Golden Freddy aus FNaF 1 hervorgerufen hat. Im Spiel ist Yenndo in der dritten Nacht im Funtime Auditorium anzutreffen. Dort kann er sehr selten anstatt Funtime Foxy erscheinen, wenn der Spieler das Licht betätigt. Von ihm geht jedoch keine Gefahr aus. In der Custom Night kann er nach den Herunterklappen des Monitors im Büro erscheinen, woraufhin der Sauerstoff des Spielers rapide sinkt. Sinkt der Sauerstoff auf null, bevor Yenndo durch erneutes Hochklappen des Monitors vertrieben werden kann, führt er einen tödlichen Jumpscare aus.
- Lolbit ist ein Charakter der ursprünglich aus der FNaF World stammt und dort für den Verkauf von Items zuständig ist. Sie sieht Funtime Foxy sehr ähnlich, hat aber ein lila-oranges Farbschema. Lolbit erscheint im Hauptspiel nur als Easter Egg, wenn sich selten die Maske von Ennard, die üblicherweise im Primary Control Module hängt, durch eine Lolbit-Maske ersetzt. In der Custom Night blockiert Lolbit von Zeit zu Zeit den Bildschirm des Spielers und kann durch das Tippen von „LOL“ auf der Tastatur vertrieben werden.
- Bonnet ist eine rosa Handpuppe eines Animatronic-Hasen, die stark an BonBon erinnert. Sie tritt nur in der Custom Night auf und bewegt sich dort zu zufälligen Zeitpunkten über den Bildschirm. Der Spieler muss auf ihre Nase klicken um dem Angriff zu entgehen, der sonst erfolgt, wenn sie das Ende des Bildschirms erreicht hat.
- Electrobab ist ein Charakter der größtenteils identisch zu Bidybab aussieht, sind die leuchtenden gelben Augen. Er tritt wie Bonnet nur in der Custom Night auf, wo er von Zeit zu Zeit in einer der beiden Hallen erscheint und dort den Strom des Spielers schneller verbraucht. Er muss durch einen kontrollierten Schock vertrieben werden.

## Spielmechanik

### Spielprinzip
FnaF-Sister Location gehört dem Genre des Survival-Horrors an. Der Spieler soll nicht nur durch Jump-Scares erschreckt, sondern auch durch das gezielte und geschickte Schüren von Angst und Paranoia herausgefordert und unterhalten werden. Ziel des Spiels ist es, alle fünf Nächte zu überleben. Ist der Spieler erfolgreich und hat er alle fünf Nächte überstanden, kann er nach den ersten zwei erfolgreichen Nachtschichten zuhause seinen Feierabend genießen und eine Zeichentrickserie namens „The Immortal and the Restless“ (zu Deutsch „Die Unsterblichen und die Rastlosen“) schauen.

### Steuerung
FnaF-Sister Location kann sowohl auf Windows-PCs, Linux-PCs, Android-fähigen Geräten und/oder iOS-Geräten gespielt werden. Die Steuerung findet unter Windows und Linux per Mausklick und Tastatur statt, unter Android, Windows Phone und iOS per Touchscreen.

### Spielregeln
Gespielt wird im Einzelspielermodus aus der Ich-Perspektive. Der Spieler befindet sich in einem mehr oder weniger heruntergekommenen Kontrollraum, von dem aus er das Geschehen steuert. Durch Durchqueren eines Lüftungsschachtes kann er zwischen dem Hauptkontrollraum und einem kleinen Zweitraum dahinter wechseln. Ansonsten ist die Sicht des Spielers auf mehrere, große Panoramafenster und den Lüftungsschacht beschränkt, er kann seine Räumlichkeit nicht verlassen.
Jede Nachtschicht beginnt um 12:00 Uhr Mitternacht und endet um 6:00 Uhr morgens. In Realzeit dauert eine Nacht in den Windows- und Linux-Versionen etwa acht bis neun Minuten, in den Android-, Windows Phone- und iOS-Versionen sind es nur knapp fünf bis sechs Minuten. Zu Beginn jeder Nacht erhält der Spieler von einem Sprachcomputer mit Künstlicher Intelligenz Anweisungen darüber, wie er die Kontrollräume zu bedienen und zwischen ihnen zu wechseln hat.
Wie bereits erwähnt, stehen die Animatronics tagsüber auf ihren Showbühnen, um die Besucher der Pizzeria zu unterhalten. Des Nachts versinken die Bühnen in eine Untergrundanlage, um dort gewartet, gepflegt und gegebenenfalls resettet zu werden. Zu Beginn jeder Nachtschicht fährt der Nachtdienst in einem Fahrstuhl in unterirdische Räumlichkeiten, in denen die Steuer- und Wartungseinheiten für die Animatronics verborgen liegen.
Der Hauptkontrollraum (Kontrollraum A) und der erste Zweitkontrollraum (Kontrollraum B) besitzen große, klare Panoramafenster, durch die der Spieler die Bühnenfiguren beobachten kann. Je links und rechts der großen Panoramafenster befinden sich Schalter.
Jeder Schalter wiederum hat zwei Knöpfe. Auf dem jeweils oberen, blauen Knopf befindet sich ein sonnenähnliches Symbol, welches Scheinwerfer hinter den Panoramafenstern aktiviert. Dadurch kann der Spieler die Figuren (bzw. deren Schatten) sehen, sofern diese an ihrem angestammten Platz sind. Auf dem jeweils unteren, orangen Schalter prangt ein Blitzsymbol. Wird dieser Knopf gedrückt, erhalten die Roboter Elektroschocks, aufgrund derer sie gezwungen sind, zu ihren Bühnen zurückzukehren.
Es gibt jedoch noch einen dritten Raum (Elektronikraum), in dem sich die Stromsicherungen und Notstrom-Schalter des Gebäudes befinden. Um den Elektronikraum zu erreichen, muss der Spieler wahlweise „Balloras“ oder „Funtime Foxys“ Wartungsraum durchqueren. Auf allen vieren kriechend, muss der Spieler aufpassen, dass die Animatronics ihn nicht erwischen, was recht schwierig ist, weil die Räume im Dunkeln liegen und die Taschenlampe nur schwach leuchtet.
Da die Animatronics immer wieder die Sicherungen herausdrehen und den Notstromaggregator lädieren, ist der Spieler gezwungen, auch diesen engen Raum zu betreten, was ihn zu einem leichten und begehrlichen Ziel für die Animatronics (besonders „Funtime Freddy“) macht. Strom- und Gerätestörungen werden durch einen lauten Alarm angezeigt, auf einem kleinen Tablet erscheint der komplexe Gebäudeplan. Räumlichkeiten, in denen Störungen aufgetreten sind, werden durch rot blinkende Warnsymbole hervorgehoben. Räume, deren Technik erfolgreich repariert und in Betrieb genommen wurde, werden durch ein grünes Blinken und dem Wort „Online“ markiert.
Wie bereits erwähnt, sind die Animatronics in der Lage, ihre Showbühnen zu verlassen und umherzuwandern. Wird der Spieler in Kontrollraum B überrascht, kann er sich unter einem großen Schreibtisch verstecken. Der Vorgänger hat eine große Aluminiumplatte unter dem Tisch angebracht, diese kann (und sollte) so beiseite geschoben werden, dass sie das Versteck des Spielers bedeckt. Dummerweise ist die Platte mehrfach durchlöchert und die Animatronics (allen voran „Bidibab“ und „Circus Baby“) sind agil genug, um durch die Löcher spicken zu können. Wenn der Spieler dem Animatronic ins Auge leuchtet, kann dies einen baldigen Jumpscare zur Folge haben. Der Spieler muss auf sein gutes Gehör setzen und lauschen, ob der Animatronic den Raum wieder verlassen hat.
Wird der Spieler hingegen in Kontrollraum A überrascht, kann er versuchen, über den Lüftungsschacht zu fliehen. Dies ist allerdings äußerst riskant, denn auch die Animatronics (allen voran „Bidibab“ und „Ennard“) können durch den Schacht kriechen und dem Spieler nachstellen.

### Spieleenden
Five Nights at Freddy's: Sister Location bietet alternativ zwei Spieleenden an: Das erste, „offizielle“ Ende behandelt die Ermordung des Protagonisten durch „Ennard“ aus der Ich-Perspektive. Die Szenerie wechselt zu einem leicht heruntergekommenen Badezimmer, im Spiegel erscheint eine anthropomorphe Silhouette. Kurz vor Ende der Sequenz leuchten lilafarbene Augen im Gesicht der Silhouette auf.
Das zweite, „inoffizielle“ Ende (auch als „Fake-Ende“ bezeichnet) wird ebenfalls aus der Ich-Perspektive erzählt und zeigt das private Wohnzimmer des Protagonisten. Dieser sitzt vor dem Fernseher und schaut eine Cartoon-Serie, als „Ennard“ von rechts an den Zuschauer herantritt.

## Rezeptionen
Five Nights at Freddy's: Sister Location wurde überwiegend positiv bewertet, allerdings nicht so positiv wie beispielsweise Five Nights at Freddy’s und Five Nights at Freddy’s 4. Auf der Webseite Gamerankings erhielt das Spiel 65 %, auf Destructoid.com erhielt das Spiel eine Wertung von 6/10. Gelobt wurde die düstere Atmosphäre des Spiels, sowie die abwechslungsreichen Aufgaben, die der Spieler als Nachttechniker zu lösen hat. Kritisiert wurde hingegen das Ungleichgewicht an Schwierigkeitsgraden und Jumpscares zwischen den einzelnen Nächten. Außerdem wirkten einige schwarz-humoristische Momente (wie z. B. HandUnits gehässige Kommentare) seltsam deplatziert.